# Deftones
Deftones (транскр.  Дефтонс) је алтернативни метал бенд из Сакрамента, Калифорнија. Бенд је основан 1988. од стране Чина Морена, Стивен Карпентера, Доминик Гарсије и Ејб Канингема. За 28 година постојања, снимили су осам албума: Adrenaline, Around The Fur, White Pony,  Deftones, Saturday Night Wrist, Diamond Eyes, Koi No Yokan и Gore.
Adrenaline, њихов први албум, објављен је седам година после оснивања, 1995. године. Други албум, Around The Fur, објављен је 1997. године, је бендов први албум који је добио RIAA сертификацију. Бендов трећи албум, White Pony, такође сматран њиховим најбољим, је бенду донео још већу популарност. Објављен је 2000. године. Иако није објављена као сингл, Elite, трећа песма са албума, је добила Греми награду за најбољу метал изведбу, победивши хеви метал групе Ајрон мејден, Слипнот, грув метал групу Пантера и индастријал рок групу Мерилин Менсон.